# Thiescourt
Thiescourt – miejscowość i gmina we Francji, w regionie Hauts-de-France, w departamencie Oise.
Według danych na rok 1990 gminę zamieszkiwało 536 osób, a gęstość zaludnienia wynosiła 41 osób/km² (wśród 2293 gmin Pikardii Thiescourt plasuje się na 510. miejscu pod względem liczby ludności, natomiast pod względem powierzchni na miejscu 269.).